# TAGES
TAGES (Tagès) es un sistema de protección de copia de software, desarrollado en común por la MPO y el Thales Group (anteriormente conocido como Thomson-CSF). Esta protección se comenzó a gestar en 1999, y actualmente se desarrolla en Valbonne, un pueblo en el sureste de Francia. 
El nombre 'Tages' se origina en la mitología etrusca, donde representa un alias de una deidad menor, Tarchies.
El primer producto de software protegido por TAGES fue el videojuego de pc Moto Racer 3, desarrollado por Delphine Software (DSI) y publicado en 2001. 
En 2003 se fundó una compañía independiente, TAGES SA. Esta compañía centró sus esfuerzos en sistemas anticopia y de gestión de derechos digitales, y es actualmente la única vendedora del sistema de protección TAGES. 
TAGES es compatible con múltiples versiones del sistema operativo Microsoft Windows, y se utiliza tanto en CD como en DVD. Una de las principales cualidades de TAGES reside en la implementación de un "Área Segura" en el medio físico, que hace una tarea cercana a la imposibilidad el realizar una copia perfecta de un disco protegido utilizando hardware moderno. Además, con el sistema de protección se facilita un conjunto de instrumentos Anti-Cracking, como por ejemplo TAGESCAP y TAGES API. Esto hace que la ingeniería inversa sobre aplicaciones protegidas sea una tarea dificultosa y que requiera mucho tiempo. 

## Estrategias de protección
Como se ha citado previamente, TAGES utiliza varias técnicas para combatir la copia privada de software. Estas técnicas se pueden dividir en tres áreas (razón por la cual, TAGES SA a menudo describe su producto como "The AAA Copy Protection System"): 

### Evitar la protección por ingeniería inversa
TAGES ofrece dos estrategias para resistir la ingeniería inversa y el crackeo de software protegido:
- TAGESCAP - Un wrapper binario que se aplica al fichero ejecutable de la aplicación software sin necesidad de realizar cambios en el código fuente. Proporciona cifrado del fichero protegido, así como protección contra depuración, desensamblado, ingeniería inversa y otras formas de análisis. Esta estrategia satisface la situación en que el encargado de proteger el software no tiene acceso al código fuente del mismo, o en que el desarrollador no desea introducir cambios en el código referentes a la protección. Es decir, TAGESCAP puede proteger una aplicación sin realizar modificaciones en el código e incluso sin tener acceso a este. Sin embargo, esto tiene la desventaja de restringir la autenticación a un único punto, al inicio de la aplicación.

- TAGES API - Un conjunto de herramientas que permite al desarrollador interactuar con el Área Segura. Permite tanto el almacenamiento de información sensible (como claves de cifrado, certificados, etc.) en el Área Segura como la elaboración de un conjunto completamente personalizado de "disparadores de protección", que pueden aparecer en cualquier punto de ejecución de la aplicación. Por ejemplo, cuando una copia fraudulenta es detectada, el desarrollador del software puede decidir qué acciones tomar bajo tales circunstancias, tales como elegir eliminar o degradar algunas características o funcionalidades. Este escenario podría aplicarse en el caso de un videojuego de carreras de coches que, al detectar el intento de piratería, comenzase gradualmente a reducir la velocidad del vehículo manejado por el usuario, el control sobre el mismo o incluso la reducción de la calidad gráfica del juego. Así, el jugador podría ser invitado a adquirir una copia legal del juego y poder disfrutarlo sin estas anomalías. Otro acercamiento podría ser que, al detectar la copia ilícita, se ejecutara el programa en "modo demo". Como desventaja, este método de protección requiere modificaciones en el código fuente de la aplicación a proteger.

TAGES permite la combinación de ambas estrategias en proyecto dado, en vistas de incrementar la seguridad y efectividad de la protección.

### Emulación de las medidas de seguridad en un medio protegido
TAGES SA establece que la naturaleza de su producto hace extremadamente difícil de realizar todas las tareas necesarias para emular las medidas de seguridad presentes en un medio original. 
Sin embargo, a fecha de enero de 2007, existe un paquete de software comercial emulador[cita requerida] de discos que consigue crear imágenes funcionales de discos protegidos con TAGES, y a continuación ejecutar estas imágenes de forma exitosa. 

### Copia RAW, clonación de medios protegidos
TAGES SA proclama que la naturaleza de su producto, y la estructura del Área Segura, hace extremadamente difícil realizar una copia funcional de un disco protegido.
En 2004, hubo cierto éxito limitado en la duplicación de discos protegidos con TAGES utilizando un método que fue presentado inicialmente por Michael Spath, moderador en CD Freaks. Las copias realizadas por este método pasaron las comprobaciones de seguridad de TAGES. Sin embargo, esta técnica no era exhaustiva, y fue virtualmente eliminada con la llegada de una versión actualizada de TAGES.

## Controladores y estabilidad
Al igual que la mayoría de sistemas anticopia basados en discos ópticos (como SafeDisc, StarForce, etc.), TAGES instala sus propios controladores como parte del sistema de protección. Estos controladores se instalan en la primera ejecución de una aplicación protegida. Sin embargo, a fecha de enero de 2007, el soporte en las versiones de 64 bit de Windows Vista aún no es completo, debiéndose seleccionar en tiempo de arranque la opción "Disable Driver Signature Enforcement". 

### Desinstalación de los controladores
TAGES SA proporciona un programa independiente de instalación y desinstalación de los controladores. Este programa funciona como un interruptor; si los controladores están instalados, funciona como desinstalador, en otro caso, como instalador. Están disponibles versiones compatibles tanto con x86-32 como x86-64.

### Estabilidad de los controladores
Respecto a la estabilidad, no existen evidencias de ningún problema causado por la instalación de los controladores TAGES en ningún PC. Sí se conoce, no obstante, que tuvo que realizarse una actualización por parte de TAGES SA para solucionar ciertos conflictos con algún software poco común. 